# Palm Beach County
Das Palm Beach County ist ein County im Bundesstaat Florida der Vereinigten Staaten. Der Verwaltungssitz (County Seat) ist West Palm Beach. Gemeinsam mit Teilen des Miami-Dade County und Broward County bildet das östliche Palm Beach County die Metropolregion Miami. Eine kleine, aber sehr bekannte Stadt im Palm Beach County ist das extrem reiche Palm Beach.
Das County ist das flächenmäßig größte sowie mit den drittmeisten Einwohnern in Florida. Im nationalen Vergleich der bevölkerungsreichsten Countys liegt es auf Rang 28 (2010).

## Geographie
Das County hat eine Fläche von 6181 Quadratkilometern, wovon 1068 Quadratkilometer Wasserfläche sind. Die Wasserfläche besteht hauptsächlich aus dem Atlantischen Ozean und dem Lake Okeechobee. Der prozentuale Anteil der Gesamtwasserfläche beträgt 17,27 Prozent. Das County grenzt im Uhrzeigersinn an die Countys: Broward County, Hendry County und Martin County.
Ein Großteil des Counties steht unter Naturschutz oder ist unbesiedelt; die Siedlungsgebiete konzentrieren sich dagegen auf die Küstenregion im Osten.

## Geschichte
Das Palm Beach County wurde am 30. April 1909 aus dem nördlichen Teil des damaligen Dade County gebildet. Der Name geht auf die erste Gemeinde Palm Beach zurück; dessen Namensgrundlage wiederum waren die zahlreich vertretenen Palmen und Strände.
1915 wurde die Südhälfte des Countys zur Bildung des Nordteils des Broward County verwendet.
Zur Entwicklung des Countys in dessen Anfängen hat der Bau der Eisenbahnstrecke von Key West nach Jacksonville (Florida East Coast Railway) bereits kurz nach 1900 einen ersten wichtigen Beitrag geleistet.

## Demographie

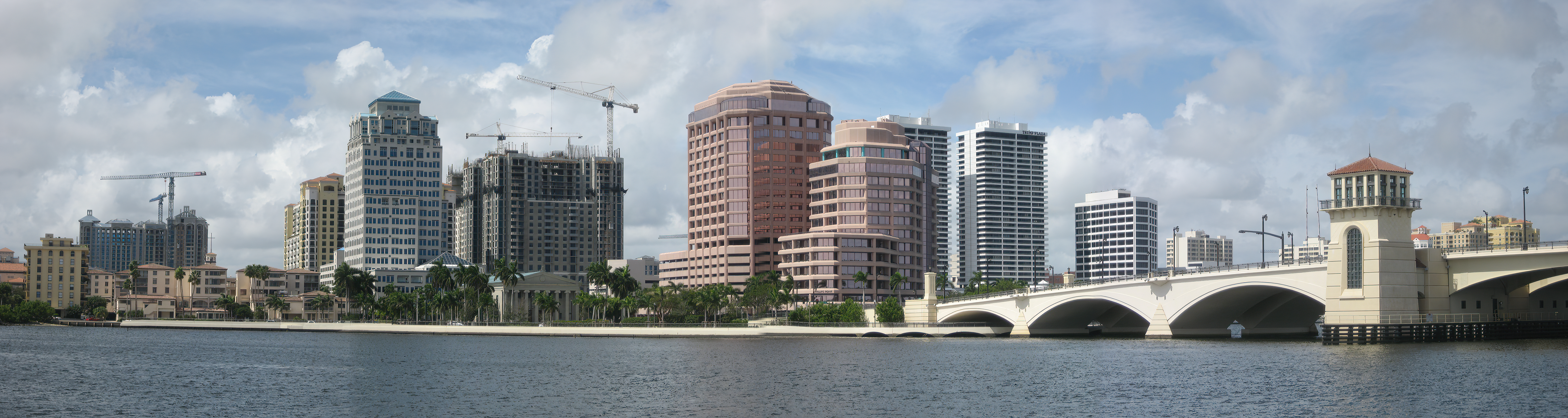
West Palm Beach

Gemäß der Volkszählung 2010 verteilten sich die damaligen 1.320.134 Einwohner auf 664.594 Haushalte. Die Bevölkerungsdichte lag bei 213,6 Einw./km². 73,5 % der Bevölkerung waren Weiße, 17,3 % Afroamerikaner, 0,5 % Indianer und 2,4 % Asian Americans. 4,1 % waren Angehörige anderer Ethnien und 2,3 % verschiedener Ethnien. 19,0 % der Bevölkerung bestand aus Hispanics oder Latinos.
Im Jahr 2010 lebten in 27,2 % aller Haushalte Kinder unter 18 Jahren sowie 37,0 % aller Haushalte Personen mit mindestens 65 Jahren. 62,2 % der Haushalte waren Familienhaushalte (bestehend aus verheirateten Paaren mit oder ohne Nachkommen bzw. einem Elternteil mit Nachkomme). Die durchschnittliche Größe eines Haushalts lag bei 2,39 Personen und die durchschnittliche Familiengröße bei 2,97 Personen.
22,7 % der Bevölkerung waren jünger als 20 Jahre, 22,8 % waren 20 bis 39 Jahre alt, 27,1 % waren 40 bis 59 Jahre alt und 27,4 % waren mindestens 60 Jahre alt. Das mittlere Alter betrug 44 Jahre. 48,4 % der Bevölkerung waren männlich und 51,6 % weiblich.
Das durchschnittliche Jahreseinkommen lag bei 52.951 US-Dollar, dabei lebten 13,3 % der Bevölkerung unter der Armutsgrenze.
Im Jahr 2010 war englisch die Muttersprache von 78,36 % der Bevölkerung, spanisch sprachen 11,89 % und 9,75 % hatten eine andere Muttersprache.

## Kultur und Sehenswürdigkeiten

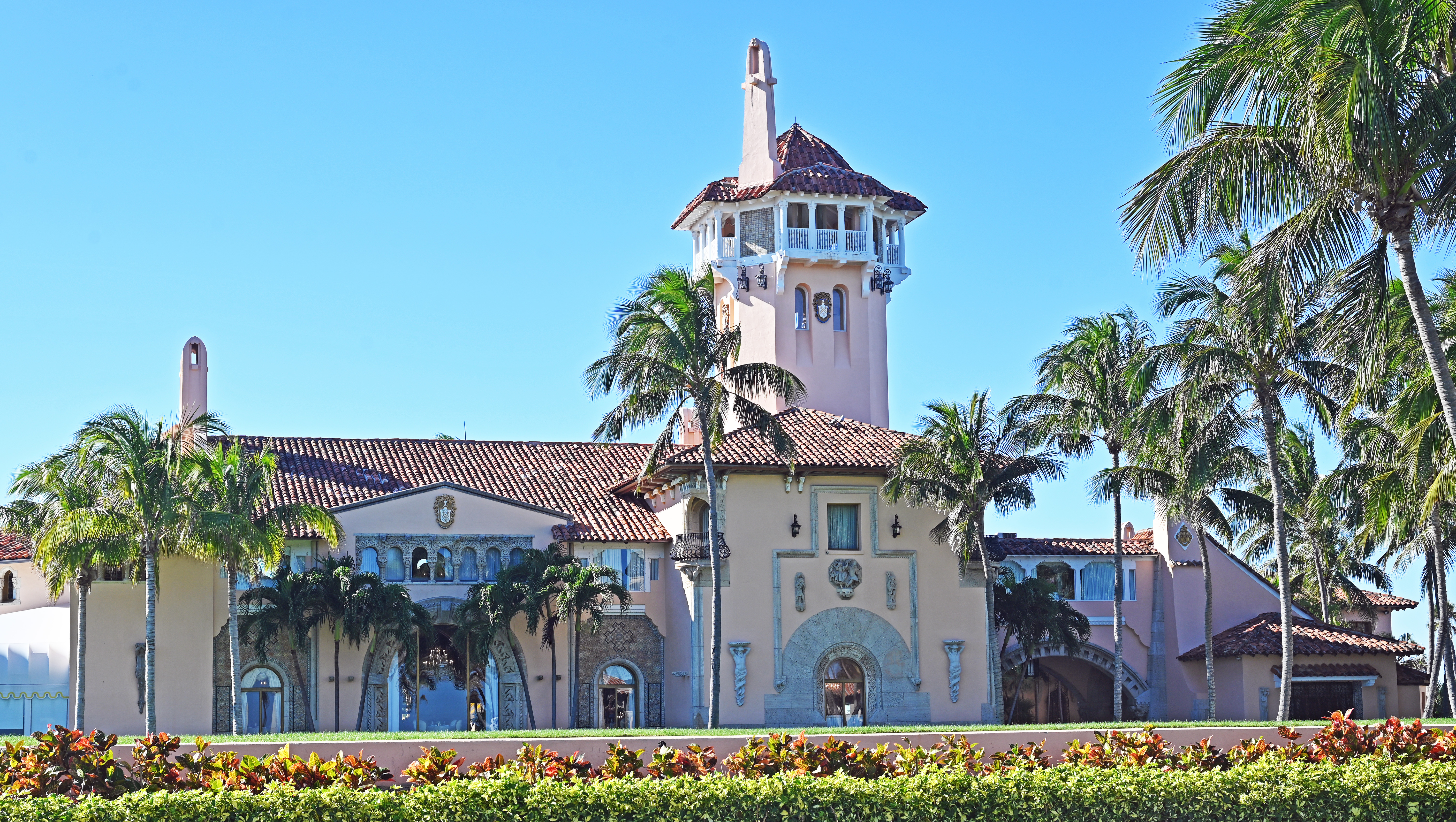
Mar-a-Lago (2023). Dieses 118 Zimmer umfassende Anwesen wurde im Jahr 1923 für die Konzernchefin Marjorie Merriweather Post errichtet und befindet sich seit 1985 im Besitz von Donald Trump. Im Dezember 1980 erhielt Mar-a-Lago als erste Stätte im Palm Beach County den Status eines National Historic Landmarks zuerkannt. Am gleichen Tag wurde das Anwesen in das NRHP eingetragen.

73 Bauwerke, Stätten und Historic Districts („historische Bezirke“) im Palm Beach County sind im National Register of Historic Places („Nationales Verzeichnis historischer Orte“; NRHP) eingetragen (Stand 15. Februar 2023), darunter haben das Henry Morrison Flagler House und Mar-a-Lago den Status von National Historic Landmarks („Nationales historisches Wahrzeichen“).
Touristen können außerdem folgende Sehenswürdigkeiten und jährlichen Veranstaltungen besuchen:
Lion Country Safari, Four Arts Gardens, US Open Polo Championship im National Polo Center und das Winter Equestrian Festival.

## Bildungseinrichtungen
- Palm Beach Community College in Belle Glade
- Digital Media Arts College in Boca Raton
- Florida Atlantic University in Boca Raton
- Lynn University in Boca Raton
- Palm Beach Community College in Boca Raton
- Florida Atlantic University in Jupiter
- Keiser Career Institute in Lake Worth
- Palm Beach Community College in Lake Worth
- Palm Beach Community College in Palm Beach
- Florida Career College in West Palm Beach
- Florida Culinary Institute in West Palm Beach
- Northwood University in West Palm Beach
- Palm Beach Atlantic University in West Palm Beach

## Verwaltungseinheiten
Palm Beach County hat 38 Cities (die einwohnerstärksten sind West Palm Beach, Boca Raton, Boynton Beach und Delray Beach), Towns und Villages. Hinzu kommen noch einige census-designated places sowie gemeindefreie Gebiete.
Die Einwohnerzahlen basieren auf der Volkszählung von 2010.

Kommunen im Palm Beach County

| #  | Kommune              | Bezeichnung | Gründungsdatum     | Einwohner |
| -- | -------------------- | ----------- | ------------------ | --------- |
| 24 | Atlantis             | City        | 1959               | 2.005     |
| 2  | Belle Glade          | City        | 9. April 1928      | 17.467    |
| 37 | Boca Raton           | City        | Mai 1925           | 84.392    |
| 30 | Boynton Beach        | City        | 1920               | 68.217    |
| 33 | Briny Breezes        | Town        | 19. März 1963      | 601       |
| 18 | Cloud Lake           | Town        | 1947               | 135       |
| 35 | Delray Beach         | City        | 1911               | 60.522    |
| 17 | Glen Ridge           | Town        | 1948               | 219       |
| 32 | Golf                 | Village     | 1957               | 252       |
| 23 | Greenacres           | City        | 1926               | 37.573    |
| 34 | Gulf Stream          | Town        | 1925               | 786       |
| 16 | Haverhill            | Town        | 1950               | 1.873     |
| 36 | Highland Beach       | Town        | 1949               | 3.539     |
| 29 | Hypoluxo             | Town        | 1955               | 2.588     |
| 7  | Juno Beach           | Town        | 4. Juni 1953       | 3.176     |
| 6  | Jupiter              | Town        | 9. Februar 1925    | 55.156    |
| 5  | Jupiter Inlet Colony | Town        | 1959               | 400       |
| 20 | Lake Clarke Shores   | Town        | 1957               | 3.376     |
| 10 | Lake Park            | Town        | 1923               | 8.155     |
| 25 | Lake Worth           | City        | 1913               | 34.910    |
| 27 | Lantana              | Town        | 1921               | 10.423    |
| 38 | Loxahatchee Groves   | Town        | 1. November 2006   | 3.180     |
| 28 | Manalapan            | Town        | 1931               | 406       |
| 13 | Mangonia Park        | Town        | 1947               | 1.888     |
| 9  | North Palm Beach     | Village     | 1956               | 12.015    |
| 31 | Ocean Ridge          | Town        | 1931               | 1.786     |
| 1  | Pahokee              | City        | 1922               | 5.649     |
| 14 | Palm Beach           | Town        | 17. April 1911     | 8.348     |
| 8  | Palm Beach Gardens   | City        | 1959               | 48.452    |
| 12 | Palm Beach Shores    | Town        | 1951               | 1.142     |
| 19 | Palm Springs         | Village     | 1957               | 18.928    |
| 11 | Riviera Beach        | City        | 29. September 1922 | 32.488    |
| 21 | Royal Palm Beach     | Village     | 18. Juni 1959      | 34.140    |
| 3  | South Bay            | City        | 1941               | 4.876     |
| 26 | South Palm Beach     | Town        | 1955               | 1.171     |
| 4  | Tequesta             | Village     | 1957               | 5.629     |
| 22 | Wellington           | Village     | 31. Dezember 1995  | 56.508    |
| 15 | West Palm Beach      | City        | 5. November 1894   | 99.919    |